# Эллис, Мартин Бизор
Ма́ртин Би́зор Э́ллис (англ. Martin Beazor Ellis, 1911—1996) — британский миколог, исследователь тёмноокрашенных микромицетов.

## Биография
Родился 14 сентября 1911 года в Кале на Гернси. С 1933 года учился в Лондонском университете, затем — в Политехникуме Челси.
С 1939 года служил в Королевском армейском медицинском корпусе, базировался в Кветте, занимался изучением шигеллы. Затем — в Индийском армейском артиллерийском корпусе, с 1943 года — в Лахоре. Занимался сбором образцов грибов Индии.
С 1946 года до своей смерти Эллис работал в Государственном микологическом институте (впоследствии — Международном микологическом институте).
В 1948 году Мартин Эллис женился на Памеле Морган (Pamela Morgan).
В 1955 году защитил диссертацию доктора философии в Лондонском университете. С 1980 года работал главным микологом в Микологическом институте.
Автор важнейшей серии работ по тёмноокрашенным гифомицетам, изданной в журнале Mycological Papers, а также двух монографий этих грибов — Dematiaceous Hyphomycetes (1971) и More Dematiaceous Hyphomycetes (1976).
Скончался 8 июня 1996 года.
Член Британского микологического общества (в 1973 году — его президент) и Микологического общества Америки.

## Некоторые научные публикации
- Ellis M. B. Dematiaceous Hyphomycetes. — 1971. — 608 p.
- Ellis M. B. More Dematiaceous Hyphomycetes. — 1976. — 507 p.
- Ellis M. B., Ellis J. P. Microfungi on land plants. — 1985. — 818 p.
- Ellis M. B., Ellis J. P. Fungi without gills. — 1990. — 329 p.
- Ellis M. B., Ellis J. P. Microfungi on miscellaneous substrates. — 1998. — 246 p.

## Роды грибов, названные именем М. Эллиса
- Ellisembia Subram., 1992 — Sporidesmium Link, 1809
- Embellisia E.G.Simmons, 1971
- Martinellisia V.G.Rao & Varghese, 1977